# エビネ
エビネ（海老根、学名：Calanthe discolor）は、ラン科エビネ属の多年草。地上性のランである。ジエビネ、ヤブエビネと呼ばれることもある。

## 分布
日本、朝鮮半島南部、中国の江蘇省、貴州省に分布する。日本では北海道南部（渡島、桧山、胆振地方）から沖縄島までに分布。

## 形態・生態
球茎は広卵状-球状で長さ、径ともに約2cm。古い球茎は時に10年以上も残り、地表近くに連なる。和名はこの形をエビに見立てたことに由来する。直径2-3mmの根を多数生じる。秋には翌年の新芽を生じ、冬までに少し生長してから越冬する。葉は2-3枚つき、薄く、形は長楕円形から倒卵状披針形で先は尖り、縦に5本の脈がある。基部は細い葉柄になる。冬を越すと横伏するが、数年間は枯れずに残る。
花は春咲きで、新芽の展葉とともに高さ30-40cmの花茎を伸長させる。2、3個の苞がある。花序の半ばより上に多数の花をつける。花はほぼ横向きに平開する。がく片は狭卵形、側花弁は倒卵状披針形、共に先はとがる。唇弁は三つに裂け、左右の裂片が広い。中央の裂片には縦に3本の隆起線があり、先は板状に立ち上がる。唇弁の基部は深くくぼんで後ろに突出し、長さ0.8-1.0cmの距となる。花期は4-5月。
虫媒花であるが蜜は出さない。ヒゲナガハナバチ類など数種のハナバチが媒介者として知られている
。

## 変異・変種
花の色は変異が大きい。がく片と側花弁は赤褐色、褐色、黄褐色、緑褐色、緑など。唇弁は白または薄紫紅色。花の色に基づいてアカエビネ、ダイダイエビネなどの品種を認めることがある。
固有の変種とされるものにアマミエビネ（var. amamiana （Fuk.） Masam.、奄美大島および徳之島に分布）、カツウダケエビネ（var. kanashiroi Fuk.、沖縄県に分布）、ハノジエビネ（var. divaricantipentala、徳之島に分布）がある。

## 利用など

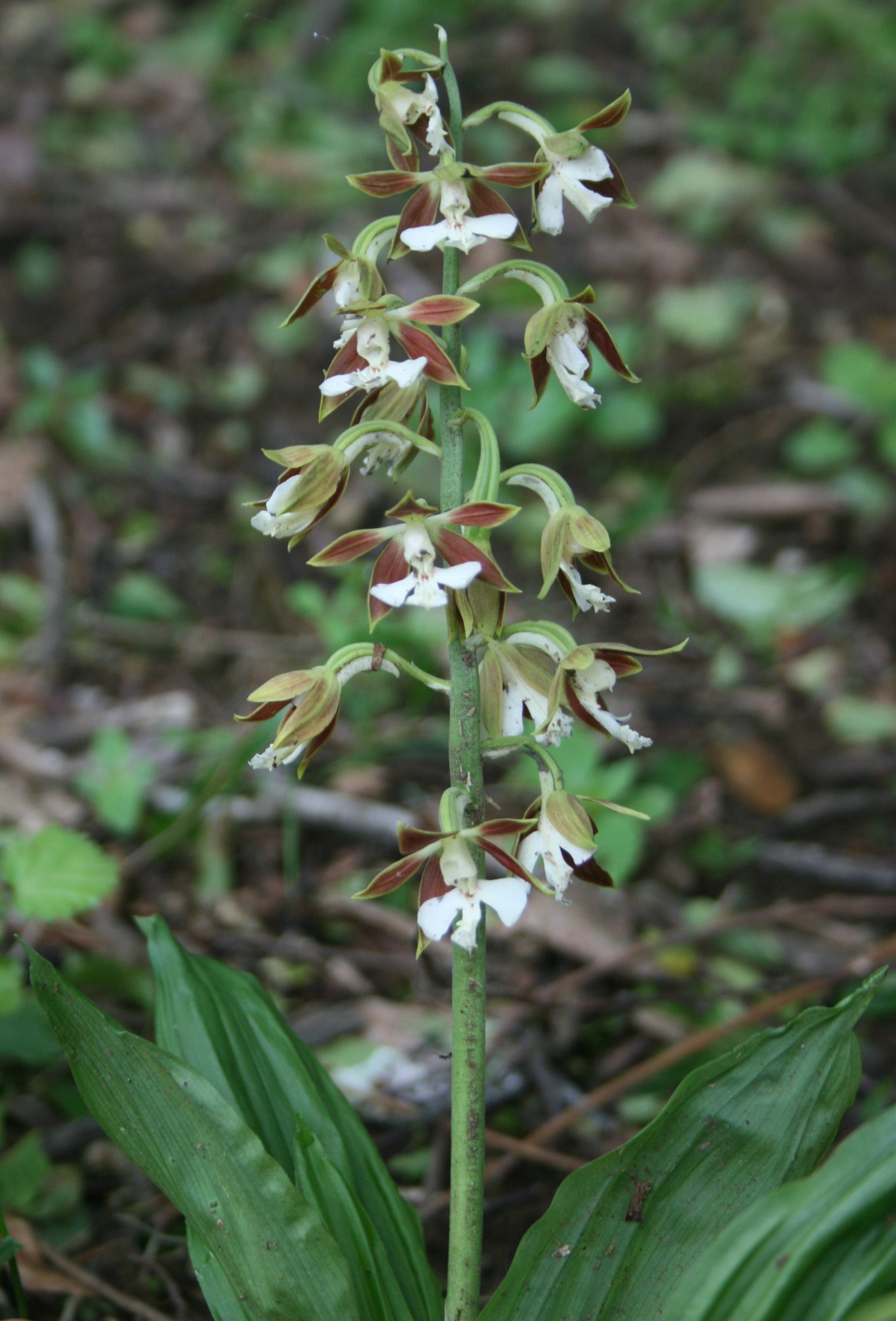
霊仙山（鈴鹿山脈）のエビネ

鉢栽培・庭園植栽用に販売される。一般には栽培が困難な植物とされていないが、春咲き系のエビネ属は栽培中にさまざまな植物ウイルスが容易に感染し、あるいは栽培下への移行によって植物内ウイルス濃度が上昇する。ウイルス量の増加した個体は、葉の壊疽や落蕾、花の変形などの諸症状が出現し観賞価値が著しく低下する。
ジエビネが栽培下で長期にわたってウイルス感染を発症せず栽培できている事例は稀で、（特別な品種を除いて）同一個体が栄養繁殖により増殖普及した例はほとんどない。
植物ウイルス感染は事実上治療法が無く、他の植物への感染源にもなる。そのため感染症状が出現した個体に市場価値は無く、教科書的対応としては焼却処分が推奨されている。1970年代から80年代にかけてエビネ類の栽培が爆発的に人気が高まり投機対象にもなった、いわゆる「エビネブーム」においても、ウイルス感染症の多発により栽培撤退者が続出したことでブームの終焉を迎えている。
幸いなことにエビネは無菌播種による人工増殖技術が確立されており、ウイルス感染個体でも種子を播くと病徴の無い実生を得ることができる。
専門業者の多くは、感染個体を処分し、実生個体と入れ替えていくことで栽培・生産を継続している。
しかしながら原種エビネは（オオキリシマエビネを除いて）市場価値がそれほど高くないため、営利的な種苗生産はほとんど行われていない。そのため現在も、販売されている原種の一部は野生採取により供給されている。
野生種保護において盗掘は大きな問題ではあるが、近年は選別交配種が営利生産され一般花卉と大差の無い価格で容易に入手できるため、相対的に原種エビネの園芸需要は減少している。採集によってほぼ絶滅状態であった自生地で個体数の回復が確認されたという報告も散見されるようになっている。

### エビネの名所
エビネの名所としては、東京都町田市の町田薬師池公園の南園・町田えびね苑、御蔵島のエビネ公園、神奈川県藤沢市の藤沢えびねやまゆり園などがある。

## 種の保全状況評価
準絶滅危惧（NT）（環境省レッドリスト）

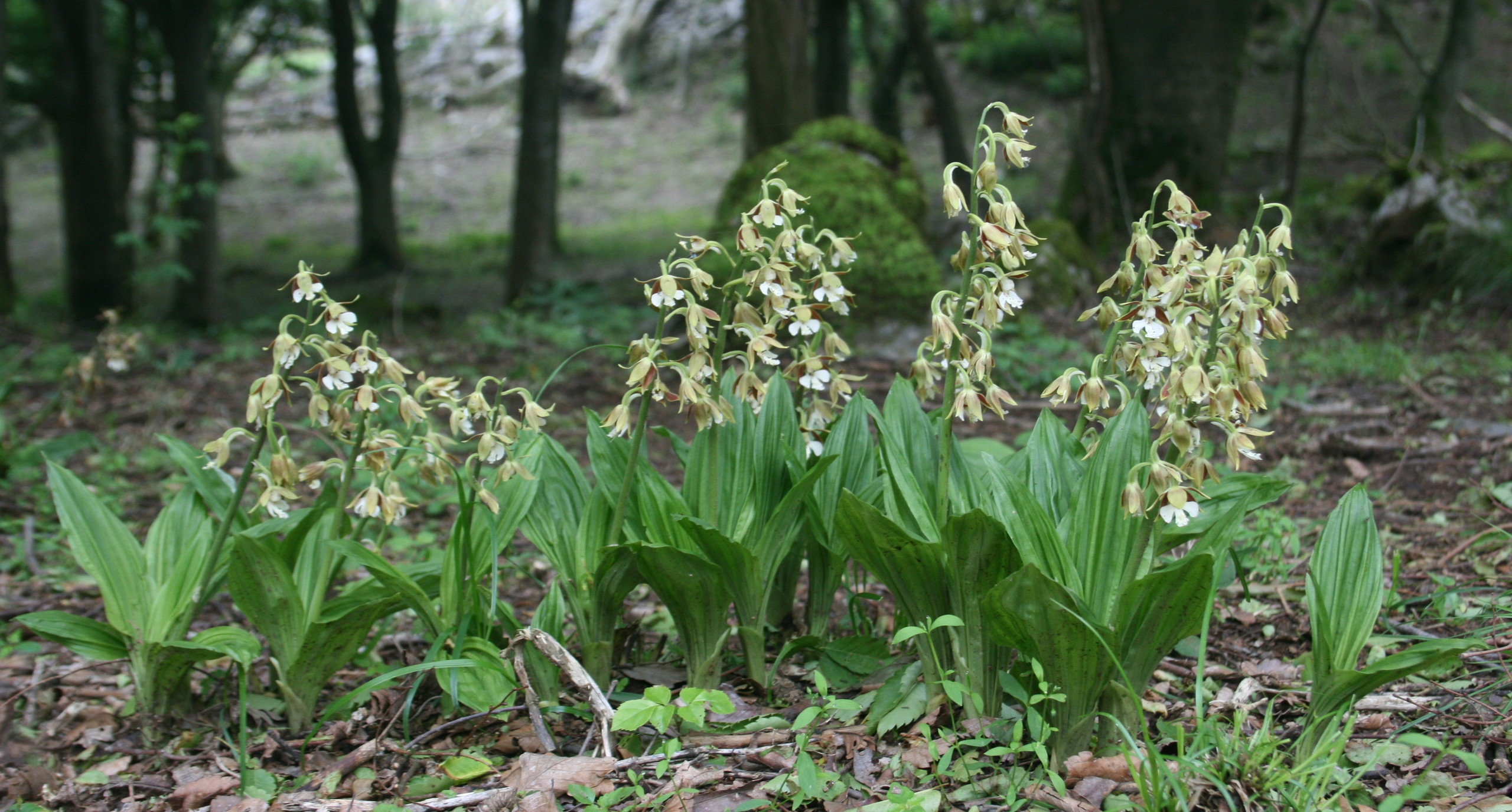
霊仙山のエビネの群落

環境省のレッドリストの準絶滅危惧（NT）に指定されている。総個体数は約20,000、平均減少率は約60%、減少の主要因が園芸用の採集、森林の伐採、土地造成であると推定されている。
日本の大多数の都道府県で、レッドリストの絶滅寸前（CR）・絶滅危惧種（EN）・危急種（VU）・準絶滅危惧の種に指定されている。
なお、ここで変種として扱ったアマミエビネは、環境省のレッドリスト2020では奄美大島産をアマミエビネ、徳之島産をトクノシマエビネという独立した種とし、それぞれCR、ENと評価している。